# Honorato Magaloni Duarte
Honorato Ignacio Magaloni Duarte (1898 - 1974) fue un poeta y periodista mexicano nacido en la ciudad de Mérida, Yucatán  y fallecido en México D.F. Hermano del también poeta Humberto Magaloni Duarte con quien estuvo asociado literariamente publicando en coautoría el libro Horas líricas en 1944.

## Datos biográficos
Fue hijo del también poeta y periodista Ignacio Magaloni Ibarra (1860 - 1941). Estudió  en el Colegio de San Ildefonso en Mérida y en Seaton Hall College (Estados Unidos de América). Fue director de la revista El Faro en 1920, en Progreso (Yucatán); fue también jefe de redacción del Diario del Sureste y colaborador del Diario de Yucatán. Se trasladó a vivir a la Ciudad de México en los años 40, ciudad donde vivió hasta su muerte. En este lugar, fundó y dirigió a mediados de los años 50, época en que circuló, la revista Poesía de América, que publicó los versos de los autores mexicanos más importantes de entonces.
Algunos versos de su autoría fueron musicalizados por Guty Cárdenas. Por sus aportaciones a la música yucateca, su retrato al óleo forma parte de la galería de poetas del Museo de la Canción Yucateca.

## Obra
- Horas líricas, (coautoria) 1944
- Polvo tropical, 1947
- Oído en la tierra, 1950
- Signo, 1952
- Teoría panamericana de la evolución cósmica, México en el génesis universal (ensayo), 1966
- Educadores del mundo: mayas, toltecas, náhuas, quchúas, incas (ensayo), 1969